# Tarnschemata der United States Navy

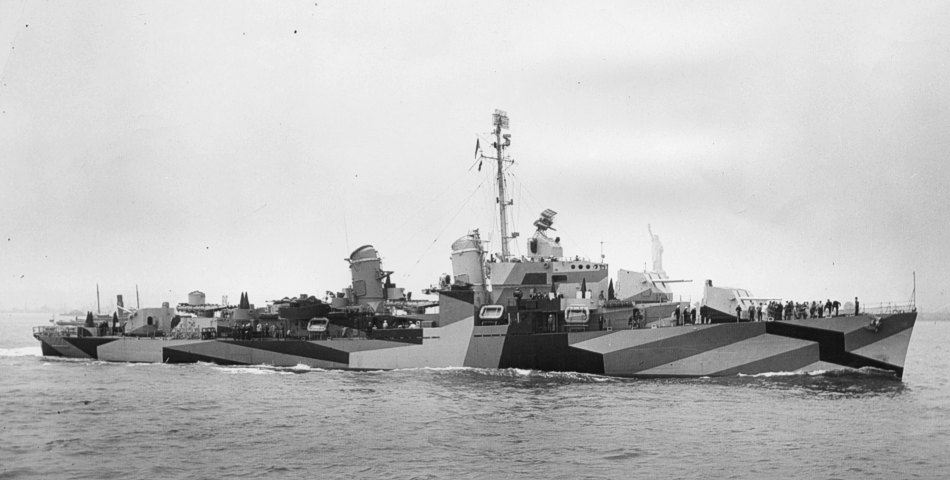
Charles S. Sperry mit Tarnschema 32/9d (Juni 1944)

Die Tarnschemata der United States Navy sollten es dem Gegner schwerer machen, ein Schiff von See her oder aus der Luft zu erkennen, seinen Kurs oder Geschwindigkeit zu ermitteln, und die Identifikation der Schiffsklasse erschweren oder gar unmöglich machen.

## Schiffstarnungen im Ersten Weltkrieg
Durch die erfolgreichen Versenkungen durch deutsche Unterseeboote mit ihren Torpedos alarmiert, suchte die britische Marine nach Lösungen die Versenkungsrate zu senken. So schlug der Künstler Norman Wilkinson der britischen Admiralität eine besondere Form des Tarnanstrichs vor. Wilkinson hatte seine Idee auf Grund seiner Erfahrungen auf einer Patrouille im Ärmelkanal gesammelt.
Seine speziellen Tarnanstriche bestanden aus komplexen Mustern aus geometrischen Formen in kontrastreichen Farben, die einander unterbrachen und durchschnitten. Auf den ersten Blick schien es keine Form der Tarnung zu sein, sondern eher ein auffälliges Muster. Seine Tarnmuster hatten aber einen ganz bestimmten Zweck, sie sollten es dem Gegner schwer machen, das Schiff, seine Geschwindigkeit und den Kurs für die optischen Zielsysteme der damaligen Zeit zu identifizieren und anzuvisieren.
In der englischen Sprache werden diese Tarnanstriche auch als Dazzle Painting oder Dazzle camouflage bezeichnet; (engl. dazzle ‚Blendung‘, camouflage ‚Tarnung‘).
Die Alsatian war das erste Marineschiff, das im August 1917 einen Tarnanstrich nach Wilkinsons Vorschlägen erhielt. Im Jahr darauf verwendete auch die U.S. Navy erstmals derartig auffällige Tarnmuster an ihren Schiffen.

## Schiffstarnungen im Zweiten Weltkrieg
Über die Effektivität dieser Tarnanstriche gibt es unterschiedliche Meinungen. Die Admiralität der Royal Navy berief sich auf Statistiken, demnach die Tarnmuster keine Auswirkung auf die Versenkungshäufigkeit gehabt hätten. Trotzdem wurde der Anstrich beibehalten, da sie – durch die subjektive Wahrnehmung der Besatzungen ihre Schiffe seien vor Entdeckung geschützt – die Moral am Bord gestärkt hätten.
Die Briten gaben in den 1940er Jahren diese Form der optischen Tarnung auf, da deutsche U-Boote ihre Ziele nun durch Sonar bzw. Horchpeilung und nicht mehr optisch anvisierten. Zum Ende des Zweiten Weltkrieges existierten dann die ersten Torpedos, die den Schraubengeräuschen eines Schiffes aktiv folgen konnten; siehe Zaunkönig (Torpedo).
Mit der Einführung und Verbesserung der Radar-Technologie wurden optische Tarnmuster grundsätzlich wirkungslos, da sich die Gegner nun bereits weit über die Sichtweite hinaus orten konnten. So konnte bereits 1941 das deutsche Schlachtschiff Bismarck der radargestützten britischen Verfolgergruppe nicht mehr entkommen.
Die US-amerikanische Marineführung war dagegen überzeugt, dass Tarnmuster sehr effektiv waren und gegen Entdeckung Schutz boten. Insbesondere kämpften die US-Amerikaner im Pazifik aber gegen die – im Vergleich zur deutschen U-Boot-Flotte – technisch weniger gut ausgestatteten Japaner und insbesondere bei den Landeoperationen spielte es durchaus eine Rolle, dass sich die Schiffe weniger deutlich gegen den Horizont abzeichneten.
Hierzu wurde aber dann in der Regel auf weniger auffällige Schiffszeichnungen zurückgegriffen, als Wilkinson es den Briten im Ersten Weltkrieg vorgeschlagen hatte, da es auf die späte Entdeckung und nicht auf die Verwirrung potentieller gegnerischer Richtschützen ankam.

## Farb- und Tarnanstriche der US-Marine im Zweiten Weltkrieg
Auch im Zweiten Weltkrieg hatten sich die Ziele, was die Tarnanstriche bewirken sollten, nicht grundlegend geändert, so dass die vorher oftmals zitierte Verwirrung des Gegners immer noch das Ziel war. Der Farbanstrich bzw. die Tarnung der USN-Schiffe hatte den Zweck, die Identifizierung der Schiffe durch den Gegner zu erschweren, so sie vom Wasser und/oder aus der Luft so spät wie möglich zu erkennen und zu identifizieren waren. Je nach Aufgabenstellung, Einsatzgebiet, Umgebung und nach dem gewünschten Tarnungseffekt wurden die Schiffe durch Ein- oder Mehrfarbanstriche getarnt.

### Schemata
In der U.S. Navy wurden die Richtlinien für die Anwendung verschiedener Tarnanstriche, genannt Schemata (measures) im Laufe des Zweiten Weltkriegs mehrfach modifiziert. Dabei gab das Schema selbst nur die zu verwendenden Farben und Farbtöne an. Die Anordnung der Farbflächen wurde anhand von Farbplänen vorgenommen, sogenannten Mustern (designs). Measure 32/6A z. B. stand für Schema 32, kombiniert mit der Anordnung der Farbflächen nach Muster 6. Der Buchstabe A deutet darauf hin, dass dieses Muster für Flugzeugträger entworfen wurde. Es kam aber auch vor, dass ein Flugzeugträger ein für Zerstörer bestimmtes Muster (Buchstabe D) erhielt. Die Muster für Kreuzer hatten den Buchstaben C.

#### Tarnschemata von Flugzeugträgern

##### Schema 1
Dark Gray – Alle vertikalen Flächen wurden Dark Gray (Dunkelgrau) gepönt. Wurde ab Mitte September 1941 nicht mehr aufgetragen. In Pearl Harbor hatten zu Beginn des Krieges zahlreiche Schiffe diesen Anstrich.

##### Schema 3
Light Gray – einheitliches Light Gray (Hellgrau), das bis etwa 1941 alle Schiffe führten. Während des Krieges wurde dieser Anstrich nicht mehr aufgetragen.

##### Schema 5
Bow Wave – sollte in Verbindung mit Schema 1 oder 3 eine hohe Bugwelle vortäuschen. Der Zweck war, dem Gegner das Schiff schneller fahrend erscheinen zu lassen, als es tatsächlich fuhr.

##### Schema 11
Sea Blue System – Seeblauer Einheitsanstrich aller vertikalen Flächen. Etwa 1943 eingeführt. Matter Anstrich mit einem Blau, das etwas heller war als das Blau, mit dem Bordflugzeuge gestrichen wurden. Ist vom Schema 21 schwer zu unterscheiden.

##### Schema 12
Graded System – nach Kriegsbeginn eingeführte zweitönige Tarnung. Vom Wasserpass bis zur Höhe des Hauptdecks (bei Flugzeugträgern bis zum Hangardeck) parallel zur Wasserlinie Sea Blue (Seeblau). Alles darüber Ocean Gray (Ozeangrau). Mastspitzen und über die Aufbauten hinausragende Teile Haze Gray (Dunstgrau). Vom Schema 22 sehr schwer zu unterscheiden. Erkennungshilfe: Kontrast zwischen unterem und oberem Anstrich ist geringer als bei Schema 22.

##### Schema 14
Ocean Gray – einheitlicher ozeangrauer Anstrich aller vertikaler Flächen. Von 1943 bis 1945 benutzt und auf Fotos sehr schwer von Schema 1, 11 und 21 zu unterscheiden.

##### Schema 21
Navy Blue  – Alle vertikalen Flächen wurden Navy Blue (Marineblau) gestrichen, wobei es etwas dunkler als Schema 11 war. Mitte bis Ende 1943 verwendet.

##### Schema 22
Graded System – Rumpf vom tiefsten Punkt des Hangardecks in paralleler Linie zum Wasserpaß Navy Blue (Marineblau), alles darüber samt Aufbauten Haze Gray (Dunstgrau). Erster Nachweis für dieses Schema ungefähr 1941. Letzter Nachweis ca. 1947.

##### Schema 32
Medium Pattern System – ab Ende 1943 in Gebrauch. In 3–6 Tönen abgestuft, große Tarnflächen in dunkelgrauen Farben und mit diversen Mustern, wie es bei diversen Flugzeugträgern der Essex-Klasse zu beobachten war. Die benutzten Farben sind: Dull Black (Schwarz), Pale Gray (Fahlgrau), Haze Gray (Dunstgrau), Ocean Gray (Ozeangrau), Ocean Green (Ozeangrün) und Haze Green (Dunstgrün).

##### Schema 33
Light Pattern System – insgesamt heller als Schema 32. Ebenso wie Schema 32 diverse dunkelblaue, graue und grüne Tönungen.

#### Tarnschemata von Zerstörern und Kreuzern
Da die Tarnschemata von Zerstörern und Kreuzern fast identisch sind, sind sie hier zusammengefasst. Sollte es Abweichungen geben, wird mit einem hochgestellten Z darauf hingewiesen. Die Schemata 31, 31A, 32 und 33 wurden oft mit den Verwirrmustern (dazzle pattern) gekoppelt. Nähere Informationen unter der Sektion Muster.

##### Schema 1
Dark Gray System – Alle vertikalen Flächen und Decks wurden Dark Gray (Dunkelgrau) gestrichen. Aufbauten und Masten oberhalb der Schornsteinkappe wurden Light Gray (Hellgrau) gestrichen. Holzdecks wurden naturbelassen.

##### Schema 2Z
Graded System – Alle vertikalen Flächen, unterhalb der tiefsten Stelle des abgesetzten Decks, wurden Dark Gray (Dunkelgrau) gestrichen. Der Rest wurde Light Gray (Hellgrau) gepönt. Decks wurden in Dark Gray (Dunkelgrau) gehalten.

##### Schema 3
Light Gray System – Das Schema entsprach Schema 13, Friedensgrau, nur die Farbe war Light Gray (Hellgrau). Die Decks wurden wie in Schema 1 gehalten.

##### Schema 4Z
Black System – Ein einfarbiges Schema, bei dem alle vertikalen Flächen schwarz gestrichen wurden.

##### Schema 5
Painted Bow Wave – Diese Schema wurde in Kombination mit Schema 1 verwendet. Hierbei wurde in White (Weiß) eine Bugwelle aufgetragen.

##### Schema 11
Sea Blue System – Alle vertikalen Flächen wurden Sea Blue (Seeblau) angestrichen. Die Decks (auch Holz) wurden Deck Blue (Schwarzblau) gepönt.

##### Schema 12
Graded System – Alle vertikalen Flächen des Schiffsrumpfs, ab Wasserpass Sea Blue (Seeblau). Die Aufbauten Ocean Gray (Ozeangrau) und die Masten sowie hochgelegene Aufbauten in Haze Gray (Dunstgrau). Die Bemalung der Decks entsprach dem Schema 11.

##### Schema 12 splotch
Eine Variante von Schema 12, bei der anstatt klarer Trennlinien Fleckenmuster aufgetragen wurden. Der seeblaue Schiffskörper wurde mit ozeangrauem Muster versehen und die Aufbauten ozeangrau mit dunstgrauem Muster.

##### Schema 12 mottled
Noch eine Variante von Schema 12, die dem splotch-Schema entsprach nur die Flecken und Muster waren gesprenkelt.

##### Schema 12 mod
Modified Graded System – Vom Wasserpass bis zur Hauptdeckslinie entweder Navy Blue (Marineblau) oder Navy Gray (Marinegrau). Alles über der Hauptdeckslinie wurde Ocean Gray (Ozeangrau) gestrichen und Decks in Deck Blue (Schwarzblau).

##### Schema 13
Haze Gray System – Alle vertikalen Flächen Haze Gray (Dunstgrau). Decksflächen wurden in Deck Blue (Schwarzblau) gestrichen.

##### Schema 14
Ocean Gray System – Vertikale Flächen wurden Ocean Gray (Ozeangrau) gestrichen. Alle hohen Bauteile und Mastspitzen über der Schornsteinkappe wurden Haze Gray (Dunstgrau) gepönt. Decks, auch Holzbeplankungen, wurden Deck Blue (Schwarzblau) gestrichen.

##### Schema 16
Thayer System – Diese Schema wurde vor allem in nördlichen Gewässern mit langem Tageslicht geführt. Die vertikalen Flächen waren White (weiß) und Thayer Blue (Hellblau) mit geometrischen Mustern, die auf beiden Schiffseiten aber unterschiedlich waren. Decks in Deck Blue (Schwarzblau).

##### Schema 17
Bei diesem Experimentalschema waren die vertikalen Flächen Navy Blue (Marineblau), Ocean Gray (Ozeangrau) und Haze Gray (Dunstgrau). Die Farben wurden in geometrischen Mustern aufgetragen und waren auf beiden Seiten gleich. Dieses war nur bei diesem Muster der Fall. Diese Muster soll der Prototyp der Verwirrmuster (dazzle pattern) gewesen sein.

##### Schema 21
Navy Blue System – Bei diesem Schema waren alle Vertikalflächen Navy Blue (Marineblau) und alle Decks Deck Blue. Es wurde sehr häufig verwendet.

##### Schema 22
Graded System – Aller vertikalen Flächen wurden vom Wasserpass an bis zum tiefsten Punkt des Hauptdecks, in einer parallel Linie zum Wasserpass, Navy Blue (Marinablau) bemalt. Der komplette Rest des Schiffskörpers sowie der Aufbauten Ocean Gray. Decks wurden in Deck Blue (Schwarzblau) gehalten.

##### Schema 31
Dark Pattern System – ein Schema, das vorwiegend dunkle Farben führte. Die verwendeten Farben waren Haze Gray (Dunstgrau), Ocean Gray (Ozeangrau) und Dull Black (Schwarz). Die Decks wie üblich in Deck Blue (Schwarzblau). Diese Schema wurde sehr häufig bei Zerstörern verwendet.

##### Schema 31A
Medium Pattern System, Low Contrast – Bei diesem Schema wurden Farbtöne mit geringem Kontrast verwendet. Die Vertikalflächen wurden bei zweifarbigen Mustern mit Navy Blue (Marineblau) und Haze Gray (Dunstgrau) und bei dreifarbigen Mustern zusätzlich noch mit Ocean Gray (Ozeangrau) gepönt. Decks wurden in Decks Blue (Decksblau) gehalten.

##### Schema 32
Medium Pattern System, High Contrast – Bei diesem Schema wurden Farbtöne mit hohem Kontrast verwendet. Die Vertikalflächen wurden bei zwei-farbigen Mustern mit Light Gray (Hellgrau) und Dull Black (Schwarz) und bei drei-farbigen Mustern zusätzlich noch mit Ocean Gray (Ozeangrau) gepönt. Decks wurden in Decks Blue (Decksblau) gehalten.

##### Schema 33
Light Pattern System – Ein Schema mit sehr hellen Farben. Bei zwei-farbigen Schema wurden Ocean Gray (Ozeangrau) und Light Gray (Hellgrau) verwendet, bei drei-farbigen Schema wurde Navy Blue (Marineblau), Haze Gray (Dunstgrau) und Pale Gray (Fahlgrau) verwendet. Das galt für alle vertikalen Flächen. Decks wurden in Deck Blue (Schwarzblau) gehalten.

#### Tarnschemata von Schlachtschiffen

##### Schema 2
Rumpf Ocean Gray (Mittelgrau). Die vertikalen Flächen der Aufbauten Haze Gray (Dunstgrau). Der Vormars des Kommandoturms und die vorderen Feuerleitgeräte Pale Gray (Hellgrau). Alle horizontalen Flächen in Deck Blue (Dunkelblau).

##### Schema 12
Alle vertikalen Flächen Ocean Gray (Mittelgrau) oder hellgraue Grundfarbe mit Tarnflächen in Navy Blue (Marineblau). Alle horizontalen Flächen in Deck Blue (Dunkelblau).

##### Schema 13
Das in Friedenszeiten standardmäßig verwendete Haze Gray (Dunstgrau)

##### Schema 21
Alle vertikalen Flächen Navy Blue (Marineblau)

##### Schema 22
Von der Wasserlinie bis zum tiefsten Punkt der Hauptdecklinie parallel zur Wasserlinie Navy Blue (Marineblau). Der Rest des Rumpfes sowie die vertikalen Flächen der Aufbauten Haze Gray (Dunstgrau). Alle horizontalen Flächen in Deck Blue (Dunkelblau).

##### Schema 32
Tarnmuster aus großen dunkel-, hellgrauen und marineblauen Flächen für die vertikalen Flächen von Rumpf und Aufbauten. Alle horizontalen Flächen in Deck Blue (Dunkelblau).

#### Tarnschemata von Geleitzerstörern
Die Tarnschemata der meisten Geleitzerstörer war das gradded system nach Schema 22. Bei den Geleitzerstörern kamen die soliden Tarnanstriche, also die einfarbigen Anstriche nach Schema 11, 14 und 21, so gut wie gar nicht zum Einsatz. Die Schemata 31, 31A, 32, 33 und 34A wurden oft mit den Verwirrmustern (dazzle pattern) gekoppelt. Nähere Informationen unter der Sektion Muster.

##### Schema 13
Haze Gray System – Alle vertikalen Flächen wurden dunstgrau (Haze Gray) und Decksflächen wurden schwarzblau gepönt. Diese Muster setzte sich aber auf diesen Einheiten erst nach dem Zweiten Weltkrieg richtig durch, so dass das Schema 13 bis 1953 zum Standard dieser Gattung war.

##### Schema 21
Navy Blue System – Ein häufig benutztes Schema bei den Geleitzerstörern. Die Vertikalflächen waren allesamt Navy Blue (Marineblau) gestrichen.

##### Schema 22
Graded System – Alle vertikalen Flächen wurden vom Wasserpass an bis zum tiefsten Punkt des Hauptdecks, in einer parallel Linie zum Wasserpass, Navy Blue (Marineblau) bemalt. Der komplette Rest des Schiffskörpers sowie der Aufbauten Ocean Gray (Ozeangrau). Decks wurden in Deck Blue (Schwarzblau) gehalten.

##### Schema 31
Dark Pattern System – Dieses Schema bestand aus dunklen Farben, Haze Gray (Dunstgrau), Ocean Gray (Ozeangrau) und Dull Black (Schwarz). Bei den Geleitschiffen wurde das Schema 31 mit vielen Mustern gekoppelt. Die umgebauten APD waren nach Schema 31/20L getarnt. Hier kamen für die Vertikalen Flächen Ocean Green (Ozeangrün) und Navy Green (Marinegrün) und für das Deck Deck Green (Deckgrün) zur Verwendung.

##### Schema 31A
Medium Pattern System, Low Contrast – Hier wurden Farbtöne verwendet, die einen Gesamteindruck mit geringem Kontrast vermittelten. Bei zweifarbigen Mustern kamen Navy Blue (Marineblau) und Haze Gray (Dunstgrau) verwendet. Bei dreifarbigen Mustern kam noch Ocean Gray (Ozeangrau) hinzu. Die Decks wurden Decks Blue (Schwarzblau) gepönt. Dieses Muster fand keine Verwendung bei den Geleitschiffen der Navy.

##### Schema 32
Medium pattern System, High Contrast – Hier wurden kontrastreiche Farben verwendet. Der entstandene Gesamteindruck war dann auch mittelhel. Zweifarbige Muster bestanden aus Light Gray (Hellgrau) und Dull Black (Schwarz). Es kam noch Ocean Gray (Ozeangrau) bei dreifarbigen Mustern hinzu.

##### Schema 33
Light Pattern System – Ein Schema mit hellen Farben. Bei zweifarbigen Anstrichen wurde Ocean Gray (Ozeangrau) und Hellgrau verwendet. Wenn drei farben zum Einsatz kamen, waren dies Navy Blue (Marineblau), Haze Gray (Dunstgrau) und Pale Gray (Fahlgrau).

### Muster
Während das Schema die zu verwendenden Farben vorschrieb, wurde durch das Muster (designs) festgelegt, in welchen genau bestimmten geometrischen Figuren diese zusammengesetzt wurden. Measure 32/6a z. B. stand für Schema 32, die 6 bedeutet eine einheitliche Anordnung des Tarnmusters und der Buchstabe A deutet darauf hin, dass dieses Muster für Flugzeugträger entworfen wurde. Es kam aber auch vor, das ein Flugzeugträger ein für Zerstörer bestimmtes Muster (Buchstabe D) erhielt. Oftmals wurden bei Kreuzern Muster von Zerstörern benutzt und bei Zerstörern wurden auch Muster von Kreuzern genommen. Sowohl bei Kreuzern als auch bei Zerstörern wurde für einige Schiffe das Muster 11A der Flugzeugträger benutzt.

#### Tabelle mit den Musterbuchstaben
| Schiffsgattung  | Buchstabe |
| --------------- | --------- |
| Flugzeugträger  | A         |
| Schlachtschiff  | B         |
| Kreuzer         | C         |
| Zerstörer       | D         |
| Geleitzerstörer | E         |
| Fregatte        | F         |

#### Tabelle Farbbezeichnungen der Tarnmuster
Die United States Navy spezifizierte die Tarnmuster für ihre Schiffe im Zweiten Weltkrieg im SHIPS-2-Handbuch. Diese Handbuch unterlag vier Revisionen, im Januar und September 1941, Juni 1942 und im März 1942. Bei der Farbauswahl stützte sich die Navy auf das Munsell Book of Colors aus dem Jahr 1929. 1943 wurde dieses Werk verbessert.
Alle hier gelisteten Farben beruhen auf Farbdefinitionen vor Nachbesserung des Book of Color.
Der überlieferte Munsell Code ist somit nicht mehr direkt umrechenbar.
Im Verlauf des Krieges beruhten die vier Revisionen des Handbuchs auf Erfahrungen, die abhängig vom jeweiligen Kriegsschauplatz gesammelt wurden. Nachstehende Tabelle zeigt die bei der Navy verwendeten Farbnamen, Farbnummer und die korrespondierenden Munsell-Code sowie die RGB-Entsprechung (mit Hilfe derer die Farben in der Tabelle kodiert sind).
| Farbname, Jahr                  | Navy Nr.                                          | Farbe (Munsell-Code, RGB Werte in Dezimal)                    |
| ------------------------------- | ------------------------------------------------- | ------------------------------------------------------------- |
| Navy Gray, 1919                 | #5                                                | 10B 6.5/1.5, 122 157 176                                      |
| Deck Gray, 1919                 | #20                                               | N 3.6/0, 56 56 68                                             |
| Black, 1920's                   | #82 und #24                                       | N 2.5/0, 36 36 48                                             |
| Light Gray, 1941                | —                                                 | 10B 7/1.5, 135 159 171                                        |
| Ocean Gray, 1941                | 5-O                                               | 5PB 4.5/3, 77 109 132                                         |
| Dark Gray, 1941                 | 5-D                                               | 5PB 2/1.5, 11 21 48                                           |
| Haze Gray, 1941                 | 5-H                                               | 5PB 5.7/1.6, 121 138 164                                      |
| Haze Green, 1941                | —                                                 | 7G 5.9/2.5, 101 135 111                                       |
| Sea Blue, 1941                  | 5-S                                               | 2.5PB 3.6/4, 64 96 107                                        |
| Haze (Cabot), 1941              | —                                                 | 7PB 3.2/2, 44 52 71                                           |
| Pearl Harbor Blue, 1941         | —                                                 | 7.5PB 1.5/6, 32 45 77                                         |
| Sapphire Blue, 1941             | —                                                 | 5PB 2.2/6, 25 45 78                                           |
| PT Green, 1941                  | —                                                 | Exakte Farbe unbekannt! Möglicherweise ein mittlerer Grünton. |
| Cavite Blue, 1941               | —                                                 | 5PB 4/2, 70 92 106                                            |
| Union Castle Lavender, 1941     | —                                                 | 10P (P-RP) 6/4, 144 121 139                                   |
| Navy Blue, 1941                 | 5-N, dieselbe Farbe wie 5-NB Navy Blue, 1944      | 5PB 3/2, 37 48 68                                             |
| Thayer Blue, 1941               | 5-B                                               | 5PB 6.5/2, 145 156 184                                        |
| Deck Blue, 1942                 | 20-B                                              | 5PB 3/1.5, 38 49 67                                           |
| Deck Blue Revised, 1942         | 20-B                                              | 5PB 3/4, 33 48 79                                             |
| Blue Flight Deck Stain, 1942    | 250N                                              | 5PB 3/1.8, 30 35 57                                           |
| Flight Deck Stain, 1942         | #21                                               | 5PB 4.5/3, 96 110 137                                         |
| Flight Deck Stain Revised, 1942 | #21                                               | 5PB 3/4, 27 50 82                                             |
| Mountbatten Pink (Light), 1942  | —                                                 | 5RP 5/1.5, 116 110 112                                        |
| Elco Gray, 1942                 | —                                                 | Exakte Farbe unbekannt                                        |
| Light Gray Green, 1942          | —                                                 | Exakte Farbe unbekannt                                        |
| Countershade Gray, 1942         | —                                                 | Exakte Farbe unbekannt                                        |
| Yellow Green, 1942              | —                                                 | Exakte Farbe unbekannt                                        |
| Medium Pink, 1942               | —                                                 | Exakte Farbe unbekannt                                        |
| Mauve, 1942                     | —                                                 | Exakte Farbe unbekannt                                        |
| Green, 1942                     | —                                                 | Exakte Farbe unbekannt                                        |
| Blue, 1942                      | —                                                 | Exakte Farbe unbekannt                                        |
| Brown, 1942                     | 1A                                                | 5YR (YR-Y) 2/2, 56 45 41                                      |
| Brown, 1942                     | 2A                                                | 5YR (YR) 3/4, 114 85 55                                       |
| Brown, 1942                     | 3A                                                | 10YR (YR-Y) 3.5/3, 129 108 61                                 |
| Brown, 1942                     | 4A                                                | 10YR (YR-Y) 5/6, 160 131 97                                   |
| Green, 1942                     | 1A                                                | 5GY (GY) 3/2, 58 77 58                                        |
| Green, 1942                     | 2A                                                | 5GY (GY) 3.5/4, 70 78 54                                      |
| Green, 1942                     | 3A                                                | 5G 4.5/2, 38 91 61                                            |
| Green, 1942                     | 4A                                                | 5GY (GY) 4/6, 66 90 42                                        |
| (Green), 1942                   | 5/84 - 2/5TMA                                     | 5G 5/8, 57 135 77                                             |
| (Blue Green), 1942              | 5/84 - 4/5TMA                                     | 5BG 4/4, 53 120 126                                           |
| Lime Green, 1942                | —                                                 | Exakte Farbe unbekannt                                        |
| Pale Gray, 1942                 | 5-P                                               | 5PB 8/1, 195 209 222                                          |
| Light Gray Revised, 1943        | 5-L                                               | 5PB 7/2, 160 177 207                                          |
| Dark Green, 1943                | 759                                               | Exakte Farbe unbekannt                                        |
| MTB Green, 1943                 | —                                                 | 5G 5/8, 54 134 71                                             |
| Robins Egg Blue, 1943           | —                                                 | Exakte Farbe unbekannt                                        |
| Haze Green, 1943                | 5-HG                                              | 10GY (GY-G) 6/2, 102 143 103                                  |
| Ocean Green, 1943               | 5-OG                                              | 10GY (GY-G) 5/2, 80 125 102                                   |
| Navy Green, 1943                | 5-NG                                              | 10GY (GY-G) 3/2, 51 82 41                                     |
| Deck Green, 1943                | 20-G                                              | 10GY (GY-G) 2/2, 41 58 52                                     |
| Pale Green, 1943                | 5-PG                                              | 5GY 8/2, 204 219 198                                          |
| Light Green, 1943               | 5-LG                                              | 5GY 7/2, 170 178 157                                          |
| Haze Green Revised, 1943        | 5-HG                                              | 5GY 6/2, 132 141 124                                          |
| Ocean Green Revised, 1943       | 5-OG                                              | 5GY 5/2, 105 114 93                                           |
| Navy Green Revised, 1943        | 5-NG                                              | 5GY 3/2, 32 56 32                                             |
| Green Tinting Medium, 1944      | 5-GTM                                             | 5GY 3.5/3, 35,57,34                                           |
| Green, 1943                     | #1                                                | 5GY 5.5/3, 121 146 88                                         |
| Green, 1943                     | #2                                                | 5GY 4/2, 33 86 60                                             |
| Green, 1943                     | #3                                                | 5GY 2.5/2, 28 51 41                                           |
| Brown, 1943                     | #4                                                | 10YR (YR-Y) 4/3, 119 99 40                                    |
| Outside Gray, 1943              | #46                                               | N 8/0, 201 202 194                                            |
| Light Gray, 1943                | #37 5-L                                           | N 7/0, 163 168 161                                            |
| Haze Gray, 1944                 | #27 5-H                                           | N 6/0, 123 129 125                                            |
| Ocean Gray, 1944                | #17 5-O, dieselbe Farbe wie #16 Medium Gray, 1943 | N 5/0, 91 91 89                                               |
| Medium Gray, 1943               | #16, dieselbe Farbe wie #17 Ocean Gray, 1944      | N 4.9/0, 91 91 89                                             |
| Outside Gray Revised, 1943      | #11                                               | N 4/0, 63 68 71                                               |
| Navy Gray, 1943                 | #7 5-N                                            | N 3.4/0, 31 37 37                                             |
| Deck Gray, 1943                 | #4 20                                             | N 2/0, 15 15 27                                               |
| Navy Blue, 1944                 | 5-NB, dieselbe Farbe wie 5-N Navy Blue, 1941      | 5PB 3/2, 37 48 68                                             |

#### Tarnmuster von Flugzeugträgern
Während die einzelnen Tarnschemata  maßgebend für die Unterscheidung nach den verwendeten Tarnfarben waren, geht es bei der Bezifferung der Tarnmuster um die Kennzeichnung bestimmter dazzle patterns. Diese Muster wurden für ein oder mehrere Schiffe entworfen.
Mit Ausnahme der vier gesunkenen Flugzeugträger Lexington (CV-2), Yorktown, Wasp und Hornet hatten nur drei Schiffe zu keinem Zeitpunkt ein Tarnmuster. Diese sind
- Langley – Tarnanstrich nach Schema 21
- Cabot – Tarnanstrich nach Schema 21
- Lexington (CV-16) – zunächst Tarnanstrich nach Schema 21, dann nach Schema 12

##### Muster 1A
Für Ranger entworfen. Es war das einzige Muster, das 4 Tönungen hatte, die meisten anderen hatten 3. Es waren Hellgrau, Dunstgrau, Ozeangrau und Marineblau.

##### Muster 3A
War nicht an ein festes Schema gebunden. Vier Flugzeugträger führten es beidseitig:
- Intrepid (CV-11) – mit Farben des Schema 32
- Hornet (CV-12) – mit Farben des Schemas 33
- Franklin (CV-13) – mit Farben des Schema 32, zeitweilig an der Backbordseite
- Hancock (CV-19) – mit Farben des Schema 32

##### Muster 3D
Ein für Zerstörer entworfenes Muster, das von Belleau Wood und Monterey geführt wurde.

##### Muster 4AB
Wurde nur von der ersten Enterprise geführt. Amtlich als Schema 33 geführt, scheint es, als ob hier die dunkelste Tönung doch das Schwarz von Schema 32 gewesen ist.

##### Muster 6A
War in der Praxis mit den Farben des Schemas 32 ausgestattet und wurde von Bunker Hill und Franklin geführt, wobei Franklin zwischen Mai und November 1944 an der Backbordseite Muster 3A führte.

##### Muster 6/10D
Dieses Muster war das einzige, das nur zwei Tönungen hatte: Schwarz und Hellgrau. Es wurde nur auf die Essex aufgebracht. Das Muster war ursprünglich für Zerstörer entworfen und dann für Essex adaptiert worden.

##### Muster 7A
Wurde aus den Farben des Schemas 33 zusammengefügt und von folgenden Flugzeugträgern geführt:
- Princeton (CVL-23)
- Cowpens (CVL-25)
- San Jacinto (CVL-30)

##### Muster 8A
War ein offenes Muster, bei der nur eine Farbe fest spezifiziert war: weiß – und nur für ein paar überhängende Teile des Schiffes. Dieses war eins von drei Mustern, die von den leichten Flugzeugträgern der Independence-Klasse geführt wurden. Das Muster wurde von folgenden Trägern geführt:
- Independence (CVL-22)
- Bataan (CVL-29)

Wurde anscheinend auch mit dem Marineblau von Schema 33 kombiniert.

##### Muster 10A
Wurde mit den Farben des Schemas 33 von folgenden Flugzeugträgern geführt:
- Yorktown (CV-10)
- Wasp (CV-18)
- Shangri-La (CV-38)

##### Muster 11A
War speziell für Saratoga entworfen, unter Berücksichtigung ihrer einmaligen Seitenansicht. Es wurde mit den Farben des Schemas 32 gekoppelt, d. h. die dunkelste Fläche war schwarz.

##### Muster 17A
Eigentlich gab es zwei Muster, die unter 17A firmierten.
17A-1 war das einzige sechstönige Muster der U.S. Navy. Die Farben waren Hellgrau, Mittelgrau, Dunstgrau, Ozeangrau, Marineblau und Schwarz. Die beiden Flugzeugträger
- Randolph (CV-15)
- Bennington (CV-20)

führten als einzige dieses Muster.
17A-2 verwendete die drei Normalfarben von Schema 32 und wurde von folgenden Flugzeugträgern geführt:
- Bennington (CV-20) – nur wenige Monate nach dem Anstrich mit Muster 17A-1
- Bon Homme Richard (CV-31)
- Antietam (CV-36)

##### Tabelle der Tarnmuster von US-Flugzeugträgern
| Name und Kennung          | Tarnschema/-muster    | Bild |
| ------------------------- | --------------------- | ---- |
| Saratoga (CV-3)           | 32/11A                |      |
| Ranger (CV-4)             | 32/1A                 |      |
| Enterprise (CV-6)         | 32/4AB3               |      |
| Essex (CV-9)              | Bb: 32/6D Stb: 32/10D | N/A2 |
| Yorktown (CV-10)          | 33/10A                |      |
| Intrepid (CV-11)          | 32/3A                 |      |
| Hornet (CV-12)            | 33/3A                 |      |
| Franklin (CV-13)          | Bb: 32/3A Stb: 32/6A  |      |
| Randolph (CV-15)          | 32/17A-1              |      |
| Bunker Hill (CV-17)       | 32/6A                 |      |
| Wasp (CV-18)              | 33/10A                |      |
| Hancock (CV-19)           | 32/3A                 |      |
| Bennington (CV-20)        | 32/17A-1              |      |
| Bennington (CV-20)        | 32/17A-2              |      |
| Independence (CVL-22)     | 32/8A                 | N/A2 |
| Princeton (CVL-23)        | 33/7A                 | N/A2 |
| Belleau Wood (CVL-24)     | 33/7A                 | N/A2 |
| Cowpens (CVL-25)          | 33/7A                 | N/A2 |
| Monterey (CVL-26)         | 33/3D                 | N/A2 |
| Bataan (CVL-29)           | 32/8A                 | N/A2 |
| San Jacinto (CVL-30)      | 33/7A                 |      |
| Bon Homme Richard (CV-31) | 32/17A-2              |      |
| Antietam (CV-36)          | 32/17A-2              | N/A2 |
| Shangri-La (CV-38)        | 33/10A                | N/A2 |

- 2 Für diesen Flugzeugträger stand kein geeignetes Bild zur Dokumentation des Tarnschemas zur Verfügung
- 3 Dieses Muster war sowohl für Flugzeugträger (A) als auch für Schlachtschiffe (B) vorgesehen

#### Tarnmuster von Zerstörern

##### Muster 1D
- Bagley (DD-386)
- Helm (DD-388)
- Mugford (DD-389)
- Ralph Talbot (DD-390)
- Bush (DD-529)
- Hoel (DD-533)
- Hall (DD-583)
- Hart (DD-594)

##### Muster 3D
- Lea (DD-118)
- Barney (DD-149)
- Bernadou (DD-153)
- Phelps (DD-360)
- Downes (DD-375)
- Somers (DD-381)
- Warrington (DD-383)
- Sampson (DD-394)
- Davis (DD-395)
- Jouett (DD-396)
- Mayrant (DD-402)
- Trippe (DD-403)
- Rhind (DD-404)
- Wainwright (DD-419)
- Benson (DD-421)
- Buchanan (DD-484)
- Lansdowne (DD-486)
- Lardner (DD-487)
- McCalla (DD-488)
- Mervine (DD-489)
- Farenholt (DD-491)
- Bailey (DD-492)
- Haraden (DD-585)
- Paul Hamilton (DD-590)
- Killen (DD-593)
- Baldwin (DD-624)
- Harding (DD-625)
- McNair (DD-679)
- Cooper (DD-695)
- English (DD-696)
- Mansfield (DD-728)
- Shannon (DD-737)
- Blue (DD-744)
- J. William Ditter (DD-751)

##### Muster 6D
- Dewey (DD-349)
- Hull (DD-350)
- Dale (DD-353)
- Aylwin (DD-355)
- O’Bannon (DD-450)
- Woodworth (DD-460)
- Izard (DD-589)
- Meade (DD-602)
- Coghlan (DD-606)
- Gansevoort (DD-608)
- John Hood (DD-655)

##### Muster 7D
- Farragut (DD-348)
- Frankfort (DD-497)
- Evans (DD-552)
- Porterfield (DD-682)
- Callaghan (DD-792)
- Cassin Young (DD-793)

##### Muster 9D
- Craven (DD-382)
- Dunlap (DD-384)
- Naury (DD-401)
- Hopewell (DD-681)
- Uhlmann (DD-687)
- Charles S. Sperry (DD-697)
- Waldron (DD-699)
- John W. Weeks (DD-701)
- Wallace L. Lind (DD-703)
- Maddox (DD-731)
- Taussig (DD-746)

##### Muster 10D
- Daly (DD-519)
- Boyd (DD-544)
- Stembel (DD-644)
- Bullard (DD-660)
- Kidd (DD-661)

##### Muster 11D
- Ellet (DD-398)
- McCall (DD-400)
- Sterett (DD-407)
- Wilson(DD-408)
- Watts (DD-567)
- Killen (DD-593)
- Metcalf (DD-595)
- Gregory (DD-802)

##### Muster 13D
- Nicholas (DD-449)
- Hudson (DD-475)
- Kimberly (DD-521)
- Morrison (DD-560)
- Prichett (DD-561)
- McLanahan (DD-651)
- Knapp (DD-653)
- Bennion (DD-662)
- Richard P. Leary (DD-664)

##### Muster 14D
- Terry (DD-513)
- Charles Ausburne (DD-570)
- McKee (DD-575)

##### Muster 16D
- Grayson (DD-435)
- Leutze (DD-481)
- Claxton (DD-571)
- Newcomb (DD-586)
- Edwards (DD-619)
- Allen M. Sumner (DD-692)
- Haynsworth (DD-700)
- Hank (DD-702)
- Barton (DD-722)
- Laffey (DD-724)
- Collett (DD-730)
- Tolman (DD-740)
- Cushing (DD-797)
- Little (DD-803)

##### Muster 21D
- Coney (DD-508)
- Twinig (DD-540)
- Bradford (DD-545)
- John D. Henley (DD-553)
- Longshaw (DD-559)

##### Muster 22D
- Selfridge (DD-357)

##### Muster 23D
- Mahan (DD-364)
- Cummings (DD-365)
- Flusser (DD-368)
- Reid (DD-369)
- Case (DD-370)
- Conygham (DD-371)
- Cassin (DD-372)
- Shaw (DD-373)
- Smith (DD-378)
- Wren (DD-568)
- Caldwell (DD-605)
- Frazier (DD-607)
- Bryant (DD-665)

##### Muster 24D
- Robinson (DD-562)
- Preston (DD-795)

##### Muster 25D
- Borie (DD-704)
- Purdy (DD-734)
- Robert H. Smith (DD-735)
- Henry A. Wiley (DD-749)
- Shea (DD-750)
- Gwin (DD-772)
- Hugh W. Hadley (DD-774)
- Massey (DD-778)

##### Muster 27D
- Alfred A. Cunningham (DD-752)

##### Muster 28D
- Drayton (DD-366)
- Lamson (DD-367)
- Gearing (DD-710)
- Frank Knox (DD-742)
- Southerland (DD-743)

##### Muster 11A
- Soley (DD-707)
- Drexler (DD-741)
- Samuel N. Moore (DD-747)
- Lindsey (DD-771)
- Willard Keith (DD-775)

##### Muster 2C
- Patterson (DD-392)
- Lang (DD-399)
- Anderson (DD-411)
- Morris (DD-417)
- Fletcher (DD-445)
- Converse (DD-509)
- Spence (DD-512)
- Thatcher (DD-514)
- Yarnall (DD-541)
- Harrison (DD-573)

##### Tabelle Tarnmuster von Zerstörern
Auf Grund der hohen Anzahl von Zerstörern wird in dieser Tabelle nur ein Zerstörer exemplarisch für das verwendete Tarnmuster aufgeführt.
| Zerstörer                     | Tarnschema/-muster | Bild |
| ----------------------------- | ------------------ | ---- |
| Bagley (DD-386)               | 31/1D              |      |
| Patterson (DD-392)            | 32/2C              |      |
| Mayrant (DD-402)              | 32/3D              | N/A2 |
| Hull (DD-350)                 | 31/6D              |      |
| Farragut (DD-348)             | 31/7D              | N/A2 |
| Dunlap (DD-384)               | 31/9D              |      |
| Daly (DD-519)                 | 32/10D             | N/A2 |
| Soley (DD-707)                | 32/11A             |      |
| Ellet (DD-398)                | 31/11D             | N/A2 |
| Nicholas (DD-449)             | 13D                | N/A2 |
| Terry (DD-513)                | 32/14D             |      |
| Grayson (DD-435)              | 32/16D             |      |
| Coney (DD-508)                | 31/21D             |      |
| Selfridge (DD-357)            | 32/22D             |      |
| Mahan (DD-364)                | 31/23D             |      |
| Robinson (DD-562)             | 32/24D             |      |
| Borie (DD-704)                | 31/25D             | N/A2 |
| Alfred A. Cunningham (DD-752) | 33/27D             | N/A2 |
| Drayton (DD-366)              | 31/28D             |      |

- 2 Für diesen Zerstörer stand kein geeignetes Bild zur Dokumentation des Tarnschemas zur Verfügung

#### Tarnmuster von Kreuzern
Viele Kreuzer der U.S. Navy führten während des Krieges die Tarn- bzw. Verwirrmuster (engl. Dazzle Pattern). Alle unten aufgeführten Schiffe führten während ihrer Dienstzeit nur ein Tarnmuster. Der einzige Kreuzer, Pensacola (CA-24) führte zwei Muster, nämlich 33/10d und 32/14d. Interessanterweise führten die Kreuzer mehr Zerstörer-Tarnmuster (Buchstabe D) als Kreuzer-Tarnmuster (Buchstabe C). Zwei Kreuzer führten ein Flugzeugträger-Tarnmuster.
Die Kreuzer Nashville (CL-43) und Augusta (CA-31) führten Tarnmuster ohne Bezeichnung. Sie wurden zusammen mit den Schemata 16 und 17 geführt, wobei die Nashville das Schema 16 (Thayer-System) führte und Augusta Schema 17.

##### Muster 11A
- Montpelier (CL-57)
- Duluth (CL-87)

##### Muster 2C
- Honolulu (CL-48)
- St. Louis (CL-49)

##### Muster 7C
- Guam (CB-2)

##### Muster 10C
- Amsterdam (CL-101)

##### Muster 1D
- Raleigh (CL-7)
- Columbia (CL-56)
- Houston (CL-81)
- Miami (CL-89)
- Alaska (CB-1)

##### Muster 3D
- Detroit (CL-8)
- Richmond (CL-9)
- Denver (CL-58)
- Vincennes (CL-64)

##### Muster 5D
- Phoenix (CL-46)

##### Muster 6D
- Birmingham (CL-62)
- Biloxi (CL-80)
- Vicksburg (CL-86)
- Louisville (CA-28)

##### Muster 7D
- Portland (CA-33)
- Indianapolis (CA-35)

##### Muster 9D
- Chester (CA-27)

##### Muster 10D
- Pensacola (CA-24)

##### Muster 13D
- Tuscaloosa (CA-37)
- San Francisco (CA-38)

##### Muster 14D
- Pensacola (CA-24)
- Salt Lake City (CA-25)

##### Muster 16D
- Baltimore (CA-68)

##### Muster 18D
- Canberra (CA-70)
- Quincy (CA-71)
- Pittsburgh (CA-72)

##### Muster 22D
- San Juan (CL-54)
- Flint (CL-97)

##### Muster 24D
- San Diego (CL-53)
- Pasadena (CL-65)
- Springfield (CL-66)
- Topeka (CL-67)
- Astoria (CL-90)
- Reno (CL-96)
- Wilkes-Barre (CL-103)
- Atlanta (CL-104)

##### Muster 2F
- Trenton (CL-11)

##### Tabelle Tarnmuster von Kreuzern
| Kreuzer                | Tarnschema/-muster   | Bild |
| ---------------------- | -------------------- | ---- |
| Raleigh (CL-7)         | 32/1D                |      |
| Detroit (CL-8)         | 33/3D                |      |
| Richmond (CL-9)        | 32/3D                |      |
| Trenton (CL-11)        | 32/2F                |      |
| Pensacola (CA-24)1     | 33/10D               | N/A2 |
| Pensacola (CA-24)1     | 32/14D               |      |
| Salt Lake City (CA-25) | 33/14D               |      |
| Chester (CA-27)        | 32/9D                |      |
| Louisville (CA-28)     | 32/6D                |      |
| Augusta (CA-31)        | 12 mod               |      |
| Portland (CA-33)       | 33/7D                |      |
| Indianapolis (CA-35)   | 32/7D                |      |
| Tuscaloosa (CA-37)     | 33/13D               |      |
| San Francisco (CA-38)  | 33/13D               |      |
| Nashville (CL-43)      | 16/Thayer-Tarnmuster | N/A2 |
| Phoenix (CL-46)        | 32/5D                | N/A2 |
| Honolulu (CL-48)       | 32/2C                |      |
| St. Louis (CL-49)      | 32/2C                |      |
| San Diego (CL-53)      | 33/24D               |      |
| San Juan (CL-54)       | 32/22D               |      |
| Columbia (CL-56)       | 33/1D                |      |
| Montpelier (CL-57)     | 32/11A               |      |
| Denver (CL-58)         | 33/3D                |      |
| Birmingham (CL-62)     | 33/6D                |      |
| Vincennes (CL-64)      | 33/3D                |      |
| Pasadena (CL-65)       | 32/24D               |      |
| Springfield (CL-66)    | 33/24D               |      |
| Topeka (CL-67)         | 33/24D               |      |
| Biloxi (CL-80)         | 32/6D                | N/A2 |
| Houston (CL-81)        | 32/1D                |      |
| Vicksburg (CL-86)      | 33/6D                |      |
| Duluth (CL-87)         | 32/11A               |      |
| Miami (CL-89)          | 32/1D                |      |
| Astoria (CL-90)        | 33/24D               |      |
| Reno (CL-96)           | 31A/24D              |      |
| Flint (CL-97)          | 33/22D               |      |
| Amsterdam (CL-101)     | 31A/10C              | N/A2 |
| Wilkes-Barre (CL-103)  | 32/24D               |      |
| Atlanta (CL-104)       | 32/24D               | N/A2 |
| Baltimore (CA-68)      | 32/16D               |      |
| Canberra (CA-70)       | 32/18D               |      |
| Quincy (CA-71)         | 32/18D               |      |
| Pittsburgh (CA-72)     | 32/18D               |      |
| Alaska (CB-1)          | 32/1D                |      |
| Guam (CB-2)            | 32/7C                |      |

- 1 Pensacola (CA-24) war der einzige Kreuzer, der während seiner Dienstzeit zwei Tarnmuster führte
- 2 Es wurde kein passendes Bild gefunden, um das Tarnschema zu bildlich zu dokumentieren

#### Tarnmuster von Geleitzerstörern
Da die meisten Geleitschiffe (Fregatten und Geleitzerstörer) ab Ende 1942 zur Flotte kamen, fanden die zu Kriegsbeginn eingeführten Tarnschemata keine Anwendung.
Bei den meisten Geleitzerstörern kamen die soliden (einfarbigen) Anstriche nach Schema 11, 14 und 21 gar nicht zum Einsatz. Eine große Anzahl der Geleitzerstörer wurde nach Schema 22 gepönt. Ab Ende 1943 wurden bei vielen Einheiten bis etwa 1945 das Schema 22 durch die Verwirrmuster abgelöst. Die Tarnfarben entsprachen hier den Schemata 31, 32 und 33. Dabei führten die Einheiten Robert Brazier (DE-345), Mason (DE-529) und Roberts (DE-749) zwei Tarnschemata.

##### Muster 30B
- Weeden (DE-797)

##### Muster 2C
- Richard S. Bull (DE-402)
- Douglas A. Munro (DE-442)
- Howard F. Clark (DE-533)

##### Muster 1D
- Carlson (DE-9)
- Doherty (DE-14)
- LeHardy (DE-20)
- Wileman (DE-22)
- Whitman (DE-24)
- Dempsey (DE-26)
- Emery (DE-28)
- Sanders (DE-40)
- Cabana (DE-260)
- John M. Bermingham (DE-530)

##### Muster 3D
- Wyffels (DE-6)
- Tisdale (DE-33)
- Fair (DE-35)
- Manlove (DE-36)
- Buckley (DE-51)
- Pope (DE-134)
- Hill (DE-141)
- Spangenberg (DE-223)
- Moore (DE-240)
- Swasey (DE-248)
- Walter S. Brown (DE-258)
- William C. Miller (DE-259)
- Lyman (DE-302)
- Brister (DE-327)
- Martin H. Ray (DE-338)
- Robert Brazier (DE-345)
- Jaccard (DE-355)
- Haas (DE-424)
- Formoe (DE-509)
- Bivin (DE-536)
- Jenks (DE-665)
- Gillette (DE-681)
- Waterman (DE-740)
- Slater (DE-766)

##### Muster 6D
- Greiner (DE-37)
- Lovering (DE-39)
- Brackett (DE-41)
- McConnell (DE-163)
- Samuel S. Miles (DE-183)
- Riddle (DE-185)
- Damin M. Cummings (DE-643)
- Osmus (DE-701)

##### Muster 9D
- Austin (DE-15)
- Burfen R. Hastings (DE-19)
- Harold C. Thomas (DE-21)
- Wyman (DE-38)
- Dionne (DE-261)
- Mason (DE-529)

##### Muster 10D
- Evarts (DE-5)
- Osterhaus (DE-164)
- Acree (DE-167)
- Stern (DE-187)
- O’Neill (DE-188)
- Seid (DE-256)
- Willmarth (DE-638)
- Bangust (DE-739)
- Tills (DE-748)

##### Muster 11D
- Donaldson (DE-44)
- Gendreau (DE-639)
- Roberts (DE-749)

##### Muster 13D
- Manning(DE-199)

##### Muster 14D
- Clarence L. Evens (DE-113)
- Naifeh (DE-352)
- Mason (DE-529)
- Whitehurst (DE-634)
- Witter (DE-636)
- Odum (DE-670)
- Currier (DE-700)
- Bright (DE-747)
- Roberts (DE-749)

##### Muster 16D
- England (DE-635)
- Bowsers (DE-637)
- George (DE-697)

##### Muster 21D
- Crouter (DE-11)
- Gilmore (DE-18)
- Charles R. Greer (DE-23)
- Wintle (DE-25)
- Duffy (DE-27)
- Crowley (DE-303)

##### Muster 22D
- Bebas (DE-10)
- Wesson (DE-184)
- Swearer (DE-186)
- O’Flaherty (DE-340)
- Oberrender (DE-344)
- Robert Brazier (DE-345)
- Dennis (DE-405)
- Straus (DE-408)
- Conklin (DE-439)
- Kendall C. Campbell (DE-443)
- Lewis (DE-535)
- Foreman (DE-633)
- Paul G. Baker (DE-642)
- Vammen (DE-644)

##### Muster 24D
- Spangler (DE-696)
- Raby (DE-698)
- Kyne (DE-744)
- McClelland (DE-750)

### Flugzeugträgerdecks
Der Anstrich der Flugzeugträger-Decks wechselte mehrfach im Lauf des Krieges. Ende 1941 wurden zunächst die holzbeplankten Decks dunkelgrau gestrichen. Die Kenn-Nummer wurde entweder in Dunkelblau oder in einem helleren Grau aufgetragen, wenn das Deck sehr dunkel war. Ab Mitte 1944 wurde dann sea blue (See-blau) angeordnet.

### Schlachtschiffe
Vor dem Zweiten Weltkrieg und meist auch danach waren die vertikalen Flächen pale grey (Hellgrau) oder haze grey (Dunstgrau) gestrichen. Die Dachflächen der Geschütztürme waren dark grey (Dunkelgrau). Die begehbaren Decksflächen ebenso oder naturholzfarben in den Bereichen, die mit Holz beplankt waren. In Verbindung mit einem Tarnanstrich waren alle Horizontalflächen deck blue (Schwarzblau) gestrichen. Handelte es sich um einen Anstrich nach Schema 31, 32 oder 33 konnte der schwarzblaue Anstrich, je nach Art des verwendeten Musters, von Tarnflächen in ocean grey (Ozeangrau) unterbrochen sein.

## Farb- und Tarnanstriche der US-Marine ab 1950
Nach dem Zweiten Weltkrieg und bis spätestens 1947 wurden alle Schiffe nach Schema 13 haze grey  (Dunstgrau) gestrichen, der noch bis in die Gegenwart verwendet wird. Dabei sind alle vertikalen Flächen haze gray und die horizontalen Flächen dark gray (Dunkelgrau). Diese Schema wurde auch unter der Bezeichnung Schema US 27 geführt. Flugdecks von Flugzeugträgern werden Anthrazit-Schwarz ausgeführt, die Decksmarkierungen in Weiß und Orange. Daraus ergibt sich ein schwarz-weißer Eindruck. Im Lauf des normalen Flugbetriebs nehmen aber alle drei Farben schnell einen schmutzig-grau wirkenden Ton an. Dieser „normale“ Farbton lässt die so in die Katapultbahnen ragenden Kenn-Nummern oftmals schwer identifizieren.

### Schema US 17
Vertikale Flächen werden Ocean Gray (Ozeangrau) gestrichen, Decks Dark Gray (Dunkelgrau). Diese Schema wurde bei den Geleitschiffen nie eingeführt.

### Schema US 27
Alle Vertikalflächen werden Haze Gray (Dunstgrau) gestrichen, die Decks Dark Gray (Dunkelgrau).